# Mitrydates III (król Bosporu)
Mitrydates III, właśc. Klaudiusz Mitrydates III (VIII) Filogermanik Filopatris (gr.:  Κλαύδιος Μιθριδάτης Φιλογερμανικος Φιλοπατρíς, Klaúdios Mithridátēs Filogermanikos Filopatrís) (zm. 68 n.e. w Rzymie) – król Bosporu z dynastii Asandrydów w latach 39-45 n.e.
Mitrydates był pierwszym synem króla Bosporu Tyberiusza Juliusza Aspurgosa Filoromajosa i królowej Gepaepyris. Miał perskich, greckich i rzymskich przodków. Był pierwszym wnukiem po mieczu monarchów Bosporu Asandra Filokajsara Filoromajosa i Dynamis Filoromajos, a po kądzieli królów Tracji Gajusza Juliusza Kotysa VIII i królowej Antonii Tryfeny.
Przez swą babkę macierzystą Antonię Tryfenę był potomkiem rzymskiego triumwira Marka Antoniusza. Tryfena, jako jego pierwsza prawnuczka urodzona triumwirowi, była spokrewniona z różnymi członkami dynastii julijsko-klaudyjskiej.
Przez ojca Aspurgosa Mitrydates był potomkiem wodzów macedońskich, a późniejszych królów, Antygona I Jednookiego, Antypatra oraz Seleukosa I Nikatora. Ci trzej służyli królowi Aleksandrowi III Wielkiemu. Wcześniejszy przodek Mitrydatesa, król Pontu Mitrydates II poślubił księżniczkę Laodikę, siostrę króla państwa Seleucydów Seleukosa II Kallinikosa i ciotkę króla Antiocha III Wielkiego. Mitrydates otrzymał imię na cześć Mitrydatesa VI Eupatora Dionizosa, króla Pontu i Bosporu. Ten był dziadkiem Dynamis, jego babki ojczystej.
Bardzo mało jest wiadomości o wczesnym życiu Mitrydatesa. Kiedy ojciec Aspurgos zmarł w 37 r., władzę nad Bosporem objęła matka Gepaepyris, jak wskazują na to znalezione jej monety. Królowa bowiem emitowała asy z wizerunkiem głowy mężczyzny zwróconej w prawo oraz napisem BACIΛEѠC MIΘPIΔATOY („[Moneta] króla Mitrydatesa”) na awersie. Niewątpliwie jest to wizerunek jej syna Mitrydatesa, króla Bosporu od r. 39/40 n.e. Owa moneta przekazywała ważne treści propagandowe, bowiem wskazany był na niej następca tronu. Sama matka wydaje się być w takim przypadku jakby władczynią-regentką, panującą od śmierci męża do czasu objęcia tronu przez nieletniego syna. Niewykluczone, że Mitrydates, gdy został królem, rządził razem z matką. Używał przydomków, takich samych jak wuj Gajusz Juliusz Polemon II, Filogermanik („Przyjaciel Germanika”) oraz Filopatris („Kochający Ojczyznę”).
Kiedyś przed 45 r. Klaudiusz, cesarz rzymski, dał Mitrydatesowi całe królestwo bosporańskie we władanie. Klaudiusz uznał i wyznaczył go, jako prawowitego króla Bosporu. Z tego powodu Mitrydates, na cześć cesarza, przyjął dodatkowo imię Klaudiusz. W 45 r. z nieznanych powodów Klaudiusz usunął Mitrydatesa z tronu i zastąpił go jego młodszym bratem Tyberiuszem Juliuszem Kotysem I. Mitrydates zbuntował się, gdy dowiedział, że się wycofały z Bosporu główne rzymskie siły pod wodzą Aulusa Dydiusza Gallusa, a jego młody brat pozostał tam i kilka kohort z rzymskim rycerzem Gajuszem Juliuszem Akwilą. Lekceważąc ich, buntował plemiona i zwabiał do siebie zbiegów, celem stworzenia wojska. Wypędził króla Dandarynów, zajmując jego kraj. Uzyskał wsparcie Zorsynesa, króla Syraków. Na te wieści Akwila i Kotys pozyskali pomoc Eunonesa, naczelnika Aorsów. Postanowiono, że sprzymierzeniec będzie walczyć konno, a Rzymianie zajmą się obleganiem miast.
Rzymianie i sprzymierzeńcy po wypędzeniu wroga przybyli do Sozy, miasta Dandaryki, które Mitrydates porzucił z powodu braku zaufania do mieszkańców. Po obsadzeniu załogą wyruszyli na Syraków, oblegając miasto Uspę, które było wysoko położone. Miasto mając słabe umocnienia, wysłało nazajutrz poselstwo z prośbą o łaskę. Zwycięzcy, nie zgadzając się, dokonali rzezi mieszkańców. Zagłada Uspensów zatrwożyła pozostałych. Zorsynes postanowił z tego powodu zostawić Mitrydatesa i przejść na stronę Rzymian. Mitrydates nie wiedział, kogo ma prosić o litość. Brata swego się obawiając, zwrócił się do Eunonesa. W jego pałacu królewskim rzucając się na kolana powiedział, że: Ja, Mitrydates, którego Rzymianie na lądzie i morzu przez tyle lat poszukiwali, dobrowolnie przed tobą staję: zrób, co chcesz, z potomkiem wielkiego Achemenesa – bo tego jedynie wrogowie mi nie zabrali.
Eunones wzruszony tą prośbą podniósł Mitrydatesa z kolan, chwaląc go za zwrócenie się do ludu Aorsów i do niego. Postanowił wysłać posłów z pismem do cesarza, w którym informował go, że Mitrydates, który zasługuje na cięższą karę, prosi nie o potęgę ani o panowanie, lecz tylko o to by nie prowadzić go w tryumfie oraz by nie karać go śmiercią. Cesarz Klaudiusz wahał się jak ma postąpić, bowiem był oburzony z powodu doznanych zniewag oraz pragnął zemsty. Postanowił uczynić go wygnańcem żyjącym w Rzymie. Napisał w tym celu list do Eunonesa w którym udzielił łaski Mitrydatesowi, choć ten zasługiwał na najsurowszą przykładną karę.
Mitrydates został potem wydany i zawieziony do Rzymu przez prokuratora Pontu Juliusza Cylona. Miał się podobno wyrazić butnie przed obliczem Klaudiusza, jak o tym mogłyby świadczyć rozpowszechnione słowa wśród ludu: Nie zostałem do ciebie odesłany, lecz sam wróciłem; a jeżeli w to nie wierzysz, odpraw mnie i szukaj! Nieustraszoną minę zachował, kiedy stanął otoczony strażą obok mównicy na widok mieszkańców.
Mitrydates żył w Rzymie, jako pozbawiony władzy wygnaniec, aż do 68 r., do czasu wojen domowych, kiedy to został zamordowany za udział w spisku Nimfidiusa Sabinusa (Plutarch, Żywoty równoległe, Galba 13; 15). Nigdy się nie ożenił ani nie miał dzieci.